# Paso del Rosario
Paso del Rosario es una localidad del municipio de Huimanguillo ubicado en la subregión de la Chontalpa del estado mexicano de Tabasco.

## Geografía
La localidad de Paso del Rosario se sitúa en las coordenadas geográficas 17°50′55″N 93°36′38″O / 17.848611, -93.610556, a una elevación de 11 metros sobre el nivel del mar.

## Demografía
Según el Conteo de Población y Vivienda 2020, efectuado por el Instituto Nacional de Estadística y Geografía, la localidad de Paso del Rosario tiene 183 habitantes, de los cuales 88 son del sexo masculino y 95 del sexo femenino. Su tasa de fecundidad es de 2.41 hijos por mujer y tiene 53 viviendas particulares habitadas.
| Gráfica de evolución demográfica de Paso del Rosario entre 1960 y 2020 |
|                                                                        |
| INEGI.                                                                 |